# Vòng loại giải vô địch bóng đá châu Âu 2020 (Bảng J)
Bảng J của vòng loại giải vô địch bóng đá châu Âu 2020 là một trong mười bảng để quyết định đội nào sẽ vượt qua vòng loại cho vòng chung kết giải vô địch bóng đá châu Âu 2020. Bảng J bao gồm sáu đội: Armenia, Bosna và Hercegovina, Phần Lan, Hy Lạp, Ý và Liechtenstein, nơi các đội tuyển này sẽ thi đấu với nhau mỗi trận khác trên sân nhà và sân khách trong một thể thức trận đấu vòng tròn.
Hai đội đứng đầu sẽ vượt qua vòng loại trực tiếp cho trận chung kết. Không giống như các lần trước, các đội tham gia vòng play-off sẽ không được quyết định dựa trên kết quả từ vòng bảng vòng loại, nhưng thay vào đó dựa trên thành tích của họ trong giải vô địch bóng đá các quốc gia châu Âu 2018-19.

## Bảng xếp hạng
| VT | Đội                  | ST | T  | H | B | BT | BB | HS  | Đ  | Giành quyền tham dự                                   |     | Ý   | Phần Lan | Hy Lạp | Bosna và Hercegovina | Armenia | Liechtenstein |
| -- | -------------------- | -- | -- | - | - | -- | -- | --- | -- | ----------------------------------------------------- | --- | --- | -------- | ------ | -------------------- | ------- | ------------- |
| 1  | Ý                    | 10 | 10 | 0 | 0 | 37 | 4  | +33 | 30 | Vượt qua vòng loại cho vòng chung kết                 |     | —   | 2–0      | 2–0    | 2–1                  | 9–1     | 6–0           |
| 2  | Phần Lan             | 10 | 6  | 0 | 4 | 16 | 10 | +6  | 18 | Vượt qua vòng loại cho vòng chung kết                 |     | 1–2 | —        | 1–0    | 2–0                  | 3–0     | 3–0           |
| 3  | Hy Lạp               | 10 | 4  | 2 | 4 | 12 | 14 | −2  | 14 | Giành quyền vào vòng play-off dựa theo Nations League |     | 0–3 | 2–1      | —      | 2–1                  | 2–3     | 1–1           |
| 4  | Bosna và Hercegovina | 10 | 4  | 1 | 5 | 20 | 17 | +3  | 13 |                                                       |     | 0–3 | 4–1      | 2–2    | —                    | 2–1     | 5–0           |
| 5  | Armenia              | 10 | 3  | 1 | 6 | 14 | 25 | −11 | 10 |                                                       | 1–3 | 0–2 | 0–1      | 4–2    | —                    | 3–0     |               |
| 6  | Liechtenstein        | 10 | 0  | 2 | 8 | 2  | 31 | −29 | 2  |                                                       | 0–5 | 0–2 | 0–2      | 0–3    | 1–1                  | —       |               |

## Các trận đấu
Lịch thi đấu đã được phát hành bởi UEFA cùng ngày với lễ bốc thăm, đã được tổ chức vào ngày 2 tháng 12 năm 2018 tại Dublin. Thời gian là CET/CEST, như được liệt kê bởi UEFA (giờ địa phương, nếu khác nhau, nằm trong dấu ngoặc đơn).
| Bosna và Hercegovina         | 2–1      | Armenia                    |
| ---------------------------- | -------- | -------------------------- |
| - Krunić 33' - Milošević 80' | Chi tiết | - Mkhitaryan 90+3' (ph.đ.) |

| Ý                       | 2–0      | Phần Lan |
| ----------------------- | -------- | -------- |
| - Barella 7' - Kean 74' | Chi tiết |          |

| Liechtenstein | 0–2      | Hy Lạp                        |
| ------------- | -------- | ----------------------------- |
|               | Chi tiết | - Fortounis 45+1' - Donis 80' |

| Armenia | 0–2      | Phần Lan                 |
| ------- | -------- | ------------------------ |
|         | Chi tiết | - Jensen 14' - Soiri 78' |

| Bosna và Hercegovina     | 2–2      | Hy Lạp                                |
| ------------------------ | -------- | ------------------------------------- |
| - Višća 10' - Pjanić 15' | Chi tiết | - Fortounis 64' (ph.đ.) - Kolovos 85' |

| Ý                                                                                               | 6–0      | Liechtenstein |
| ----------------------------------------------------------------------------------------------- | -------- | ------------- |
| - Sensi 17' - Verratti 32' - Quagliarella 35' (ph.đ.), 45+3' (ph.đ.) - Kean 69' - Pavoletti 76' | Chi tiết |               |

| Armenia                                            | 3–0      | Liechtenstein |
| -------------------------------------------------- | -------- | ------------- |
| - Ghazaryan 2' - Karapetian 18' - Barseghyan 90+1' | Chi tiết |               |

| Phần Lan         | 2–0      | Bosna và Hercegovina |
| ---------------- | -------- | -------------------- |
| - Pukki 56', 68' | Chi tiết |                      |

| Hy Lạp | 0–3      | Ý                                         |
| ------ | -------- | ----------------------------------------- |
|        | Chi tiết | - Barella 23' - Insigne 30' - Bonucci 33' |

| Hy Lạp                     | 2–3      | Armenia                                          |
| -------------------------- | -------- | ------------------------------------------------ |
| - Zeca 54' - Fortounis 87' | Chi tiết | - Karapetian 8' - Ghazaryan 33' - Barseghyan 74' |

| Ý                            | 2–1      | Bosna và Hercegovina |
| ---------------------------- | -------- | -------------------- |
| - Insigne 49' - Verratti 86' | Chi tiết | - Džeko 32'          |

| Liechtenstein | 0–2      | Phần Lan                  |
| ------------- | -------- | ------------------------- |
|               | Chi tiết | - Pukki 37' - Källman 57' |

| Armenia          | 1–3      | Ý                                                          |
| ---------------- | -------- | ---------------------------------------------------------- |
| - Karapetian 11' | Chi tiết | - Belotti 28' - Lo. Pellegrini 77' - Ayrapetyan 80' (l.n.) |

| Bosna và Hercegovina                                        | 5–0      | Liechtenstein |
| ----------------------------------------------------------- | -------- | ------------- |
| - Gojak 11', 89' - Malin 80' (l.n.) - Džeko 85' - Višća 88' | Chi tiết |               |

| Phần Lan            | 1–0      | Hy Lạp |
| ------------------- | -------- | ------ |
| - Pukki 52' (ph.đ.) | Chi tiết |        |

| Armenia                                                        | 4–2      | Bosna và Hercegovina    |
| -------------------------------------------------------------- | -------- | ----------------------- |
| - Mkhitaryan 3', 66' - Hambardzumyan 77' - Lončar 90+5' (l.n.) | Chi tiết | - Džeko 13' - Gojak 70' |

| Phần Lan            | 1–2      | Ý                                     |
| ------------------- | -------- | ------------------------------------- |
| - Pukki 72' (ph.đ.) | Chi tiết | - Immobile 59' - Jorginho 79' (ph.đ.) |

| Hy Lạp         | 1–1      | Liechtenstein   |
| -------------- | -------- | --------------- |
| - Masouras 33' | Chi tiết | - Salanović 85' |

| Bosna và Hercegovina                                  | 4–1      | Phần Lan         |
| ----------------------------------------------------- | -------- | ---------------- |
| - Hajrović 29' - Pjanić 37' (ph.đ.), 58' - Hodžić 73' | Chi tiết | - Pohjanpalo 79' |

| Ý                                         | 2–0      | Hy Lạp |
| ----------------------------------------- | -------- | ------ |
| - Jorginho 63' (ph.đ.) - Bernardeschi 78' | Chi tiết |        |

| Liechtenstein  | 1–1      | Armenia          |
| -------------- | -------- | ---------------- |
| - Y. Frick 72' | Chi tiết | - Barseghyan 19' |

| Phần Lan                      | 3–0      | Armenia |
| ----------------------------- | -------- | ------- |
| - Jensen 31' - Pukki 61', 88' | Chi tiết |         |

| Hy Lạp                                | 2–1      | Bosna và Hercegovina |
| ------------------------------------- | -------- | -------------------- |
| - Pavlidis 30' - Kovačević 88' (l.n.) | Chi tiết | - Gojak 35'          |

| Liechtenstein | 0–5      | Ý                                                                        |
| ------------- | -------- | ------------------------------------------------------------------------ |
|               | Chi tiết | - Bernardeschi 2' - Belotti 70', 90+2' - Romagnoli 77' - El Shaarawy 82' |

| Armenia | 0–1      | Hy Lạp        |
| ------- | -------- | ------------- |
|         | Chi tiết | - Limnios 35' |

| Phần Lan                                | 3–0      | Liechtenstein |
| --------------------------------------- | -------- | ------------- |
| - Tuominen 21' - Pukki 64' (ph.đ.), 75' | Chi tiết |               |

| Bosna và Hercegovina | 0–3      | Ý                                        |
| -------------------- | -------- | ---------------------------------------- |
|                      | Chi tiết | - Acerbi 21' - Insigne 37' - Belotti 52' |

| Hy Lạp                            | 2–1      | Phần Lan    |
| --------------------------------- | -------- | ----------- |
| - Mantalos 47' - Galanopoulos 70' | Chi tiết | - Pukki 27' |

| Ý | 9–1      | Armenia       |
| --- | -------- | ------------- |
| - Immobile 8', 33' - Zaniolo 9', 64' - Barella 29' - Romagnoli 72' - Jorginho 75' (ph.đ.) - Orsolini 78' - Chiesa 81' | Chi tiết | - Babayan 79' |

| Liechtenstein | 0–3      | Bosna và Hercegovina          |
| ------------- | -------- | ----------------------------- |
|               | Chi tiết | - Ćivić 57' - Hodžić 64', 72' |

## Cầu thủ ghi bàn
Đã có 101 bàn thắng ghi được trong 30 trận đấu, trung bình 3.37 bàn thắng mỗi trận đấu.
10 bàn
- Teemu Pukki

4 bàn
- Amer Gojak
- Andrea Belotti

3 bàn
- Tigran Barseghyan
- Aleksandre Karapetian
- Henrikh Mkhitaryan
- Edin Džeko
- Armin Hodžić
- Miralem Pjanić
- Kostas Fortounis
- Nicolò Barella
- Ciro Immobile
- Lorenzo Insigne
- Jorginho

2 bàn
- Gevorg Ghazaryan
- Edin Višća
- Fredrik Jensen
- Federico Bernardeschi
- Moise Kean
- Fabio Quagliarella
- Alessio Romagnoli
- Marco Verratti
- Nicolò Zaniolo

1 bàn
- Edgar Babayan
- Hovhannes Hambardzumyan
- Eldar Ćivić
- Izet Hajrović
- Rade Krunić
- Deni Milošević
- Anastasios Donis
- Konstantinos Galanopoulos
- Dimitris Kolovos
- Dimitris Limnios
- Petros Mantalos
- Giorgos Masouras
- Vangelis Pavlidis
- Zeca
- Yanik Frick
- Dennis Salanović
- Benjamin Källman
- Joel Pohjanpalo
- Pyry Soiri
- Jasse Tuominen
- Francesco Acerbi
- Leonardo Bonucci
- Federico Chiesa
- Stephan El Shaarawy
- Riccardo Orsolini
- Leonardo Pavoletti
- Lorenzo Pellegrini
- Stefano Sensi

1 bàn phản lưới nhà
- Aram Ayrapetyan (trong trận gặp Ý)
- Adnan Kovačević (trong trận gặp Hy Lạp)
- Stjepan Lončar (trong trận gặp Armenia)
- Andreas Malin (trong trận gặp Bosna và Hercegovina)

## Kỷ luật
Một cầu thủ sẽ bị đình chỉ tự động trong trận đấu tiếp theo cho các hành vi phạm lỗi sau đây:
- Nhận thẻ đỏ (treo thẻ đỏ có thể được gia hạn đối với các hành vi phạm lỗi nghiêm trọng)
- Nhận ba thẻ vàng trong ba trận đấu khác nhau, cũng như sau thẻ thứ năm và bất kỳ thẻ vàng tiếp theo nào (việc treo thẻ vàng được chuyển tiếp đến vòng play-off, nhưng không phải là trận chung kết hoặc bất kỳ trận đấu quốc tế nào khác trong tương lai)

Các đình chỉ sau đây đã (hoặc sẽ) được phục vụ trong các trận đấu vòng loại:
| Đội tuyển            | Cầu thủ               | Thẻ phạt | Bị đình chỉ cho các trận đấu                |
| -------------------- | --------------------- | --- | ------------------------------------------- |
| Armenia              | Varazdat Haroyan      | v Phần Lan (26 tháng 3 năm 2019) · v Liechtenstein (12 tháng 10 năm 2019) · v Phần Lan (15 tháng 10 năm 2019)   | v Hy Lạp (15 tháng 11 năm 2019)             |
| Armenia              | Rumyan Hovsepyan      | v Liechtenstein (8 tháng 6 năm 2019) · v Liechtenstein (12 tháng 10 năm 2019) · v Hy Lạp (15 tháng 11 năm 2019) | v Ý (18 tháng 11 năm 2019)                  |
| Armenia              | Aleksandre Karapetian | v Ý (5 tháng 9 năm 2019)                                                                                        | v Bosna và Hercegovina (8 tháng 9 năm 2019) |
| Bosna và Hercegovina | Miralem Pjanić        | v Hy Lạp (26 tháng 3 năm 2019)                                                                                  | v Phần Lan (8 tháng 6 năm 2019)             |
| Phần Lan             | Tim Sparv             | v Ý (23 tháng 3 năm 2019) · v Armenia (26 tháng 3 năm 2019) · v Hy Lạp (5 tháng 9 năm 2019)                     | v Ý (8 tháng 9 năm 2019)                    |
| Hy Lạp               | Giorgos Masouras      | v Liechtenstein (8 tháng 6 năm 2019) · v Armenia (11 tháng 6 năm 2019) · v Liechtenstein (8 tháng 9 năm 2019)   | v Ý (12 tháng 10 năm 2019)                  |
| Ý                    | Marco Verratti        | v Phần Lan (23 tháng 3 năm 2019) · v Hy Lạp (8 tháng 6 năm 2019) · v Armenia (5 tháng 9 năm 2019)               | v Phần Lan (8 tháng 9 năm 2019)             |
| Liechtenstein        | Daniel Kaufmann       | v Ý (26 tháng 3 năm 2019)                                                                                       | v Armenia (8 tháng 6 năm 2019)              |